# Kleine Marienkirche (Lippstadt)

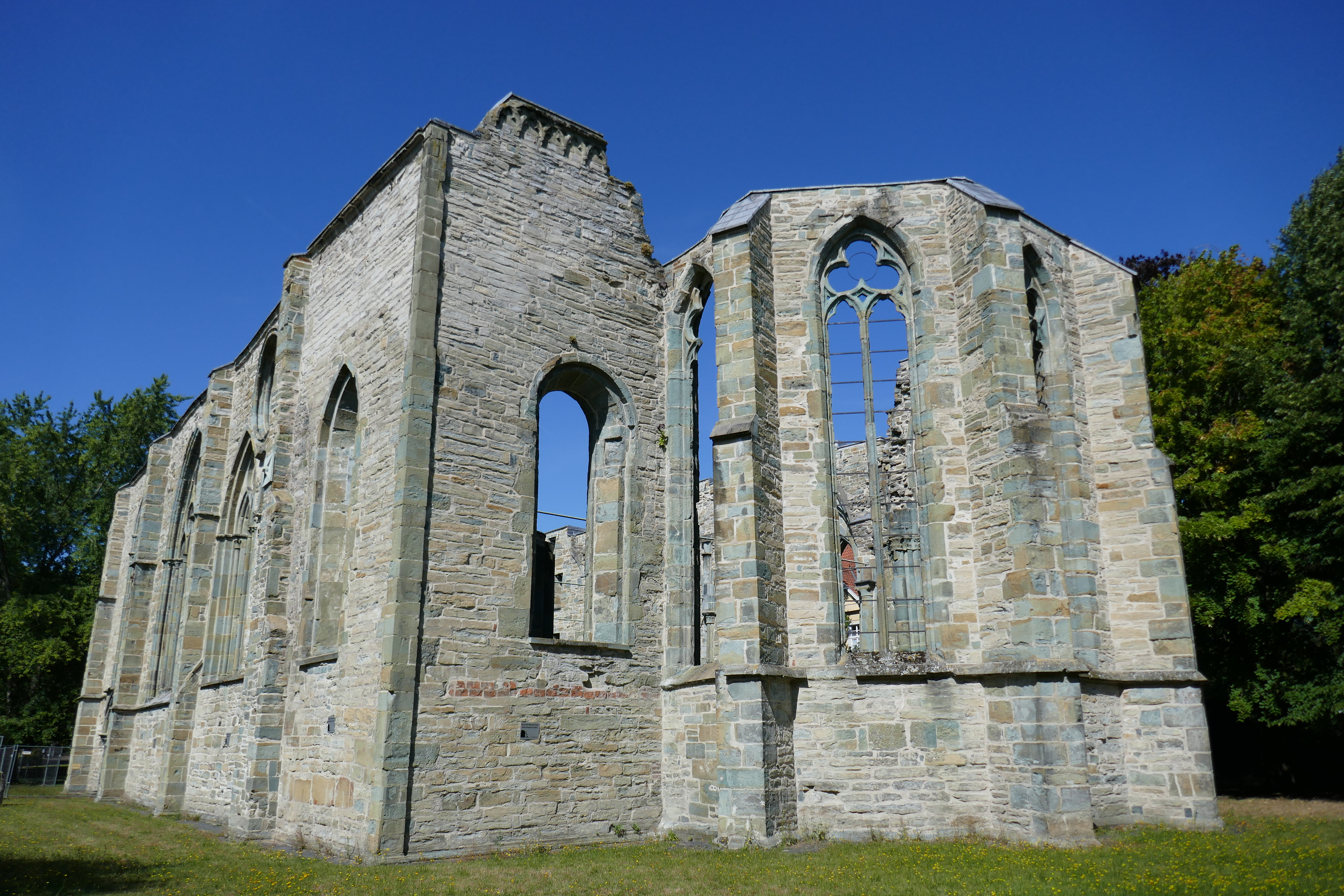
Mittig das Joch unter dem Turm mit einem frühgotischen und einem romanischen Fenster, rechts das hochgotische Chorpolygon

Die Kleine Marienkirche ist die denkmalgeschützte Ruine der ehemaligen Stiftskirche St. Marien in Lippstadt. Sie wird vom Damenstift Lippstadt, Körperschaft des öffentlichen Rechts, unterhalten, das als evangelische Institution in der Reformation an die Stelle einer nach der Augustinusregel lebenden Frauengemeinschaft trat, in der Gegenwart aber nicht mehr konfessionell gebunden ist.

## Baugeschichte

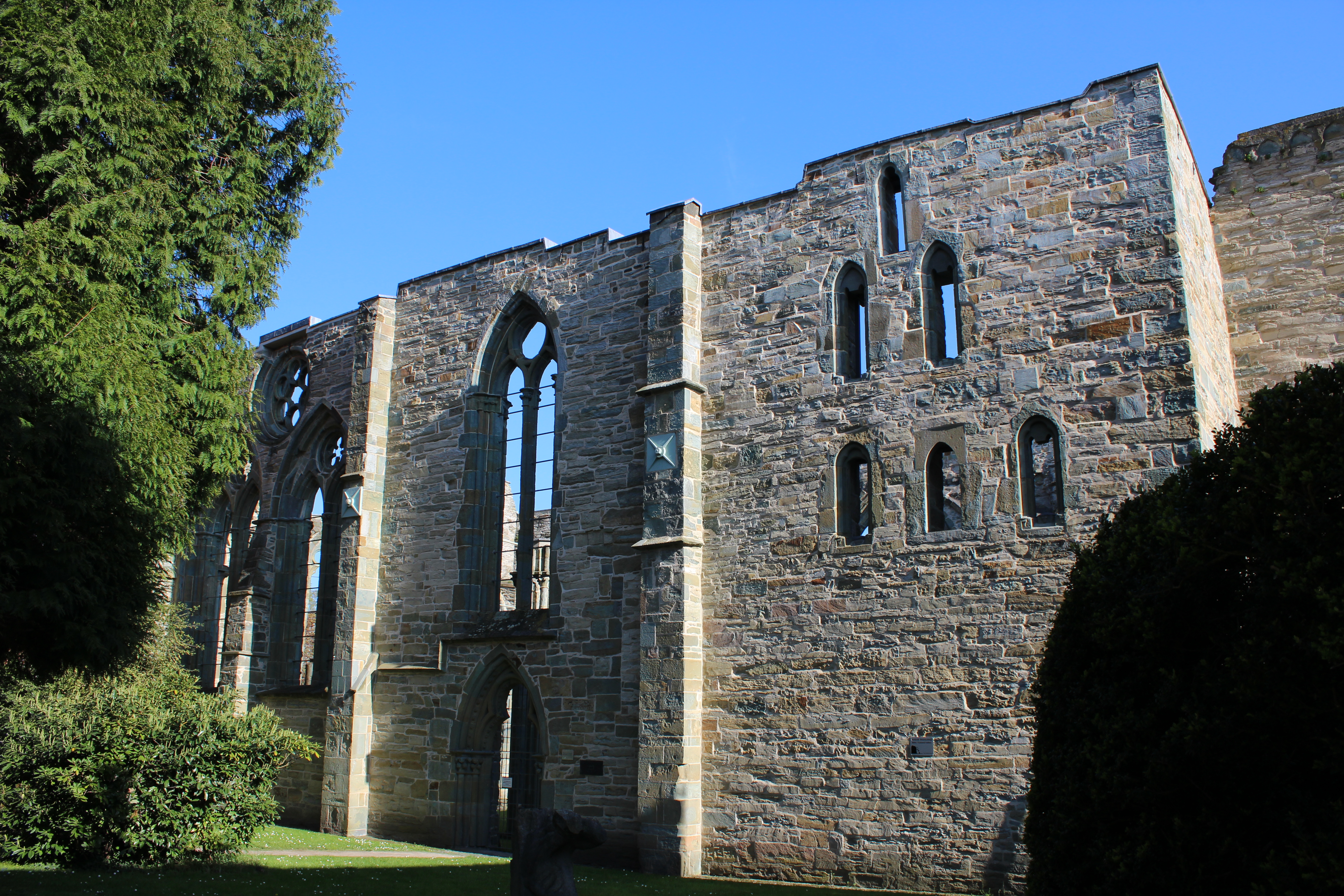
Hinter den kleinen Fenstern des Nordwestjochs befand sich eine doppelte Empore

Der Bau wurde gegen 1190 mit dem romanischen Nonnenchor im Westen begonnen. Dieser ist einschiffig, eineinhalb Joche lang und wurde 1222 geweiht.
Erst nach einer Bauunterbrechung errichtete man das anschließende gotische Langhaus von dreieinhalb Jochen Länge  als Hallenkirche.
Östlich daran schließt ein hochgotisches Chorpolygon aus dem 1. Viertel des 14. Jahrhunderts an.
Durch Unwetter 1819 schwer beschädigt, wurde die Kirche 1820 als Gotteshaus aufgegeben und die Pfarrei mit St. Jakobi vereinigt. Die preußische Oberbaudeputation klassifizierte sie 1831 als bedeutendes Denkmal und beschloss die Erhaltung als Ruine. Wegen Einsturzgefahr wurde der Turm  über dem südöstlichen Seitenschiffsjoch abgetragen, ebenso die Gewölbe und Dächer der gesamten Kirche.

## Architektur
Für eine Kirche dieser geringen Größe ungewöhnlich ist die Zweichörigkeit; üblich war bei Nonnenklöstern eine Nonnenempore im Langhaus.
Die beiden zweitöstlchen Spitzbogenfenster haben noch grobes Maßwerk mit vermauerten Zwickeln. Wie an der Dicke der Mauern zu erkennen ist, war über den östlichen Seitenschiffsjochen ein Turmpaar vorgesehen. Nur der südliche wurde ausgeführt.

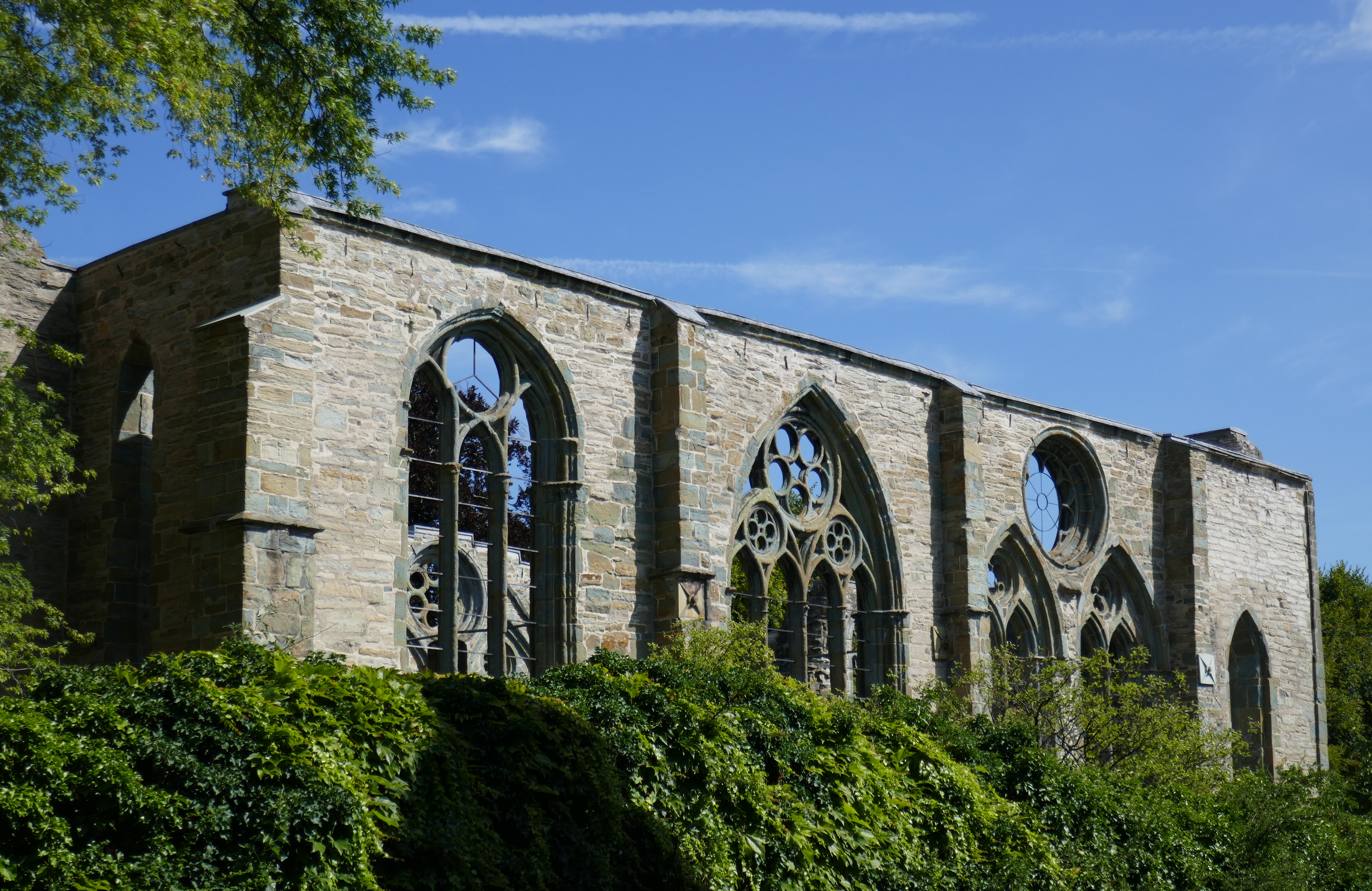
Südseite: links zwei hochgotische Maßwerkfenster, daneben frühgotisch ein Koppelfenster und ein einfaches Fenster

Die Stilverteilung der Fenster der Halle wirft Fragen auf; während sie Nordseite insgesamt frühgotisch ist, das zweitwestliche Fenster (über dem Nordportal) an der Grenze zur Hochgotik, sind an der Südwand die beiden östlichen Fenster frühgotisch, die beiden westlichen hochgotisch. Die beiden zweitöstlichen Fenster (Nordseite und Südseite) sind Koppelfenster aus drei Teilfenstern (zwei Spitzbogenfenster und eine gelappte Rundscheibe) mit frühem, noch grobem Maßwerk. Das zweitwestliche Südfenster nimmt deren Flächenverteilung auf, vereinigt sie aber zu einem großen hochgotischen Maßwerkfenster.
In dem parkartigen Ambiente sind neben den Außenwänden der Kirche innerhalb der alten Klostermauern auch Reste der mittelalterlichen Klausur und die Stiftsgebäude des 18. Jh. erhalten.